# Шепетковский, Александр Кириллович
Александр Кириллович Шепетковский (1808, Санкт-Петербург — 1877, Красноярск, Енисейская губерния) — русский военный и государственный деятель, архангельский полицмейстер.

## Биография
Родился в Санкт-Петербурге в семье майора Первого кадетского корпуса Кирилы Ивановича Шепетковского. Выпускник Первого кадетского корпуса (1821—1828), офицер лейб-гвардии Финляндского полка (1829—1843), архангельский полицмейстер (1844—1848), красноярский золотопромышленник (прииски в северной и южной системах Енисейского округа) и общественный деятель (1848—1877). Отец девяти детей, в том числе Николая, Александра, Екатерины (Рачковской).
Был знаком с декабристом В. Л. Давыдовым, художником П. А. Федотовым, предпринимателем М. К. Сидоровым, писателем Л. Ф. Пантелеевым, енисейским губернатором В. К. Падалкой.
В 1847 году произведён в чин армейского полковника, в следующем году вышел в годовой отпуск и затем ушёл в отставку с должности архангельского полицмейстера.

### Семья
Жена — Екатерина Николаевна Шепетковская. Дети:
- Шепетковская, Ольга Александровна (1846-?),
- Шепетковский, Николай Александрович,
- Шепетковский, Александр Александрович,
- Кубе, Надежда Александровна (1851 — после 1908),
- Лебединская, Елизавета Александровна (1853—1921),
- Шнейдер, Александра Александровна (1854—1901),
- Бутина, Мария Александровна (1855—1933),
- Рачковская, Екатерина Александровна (1857—1900),
- Шепетковский, Леонид Александрович (1861—1901).